# Epiblastus ornithidioides
Lan dạ bích điểu cầm (danh pháp hai phần: Epiblastus ornithidioides) là một loài thực vật có hoa trong họ Lan. Loài này được Schltr. mô tả khoa học đầu tiên năm 1905.